# Ludwig Heinemann
Ludwig Heinemann (31. července 1832 Kremže – 21. listopadu 1900 Kremže) byl rakouský právník a politik německé národnosti z Dolních Rakous, na konci 19. století poslanec Říšské rady a starosta města Kremže (Krems).

## Biografie
Profesí byl advokátem. Vystudoval piaristické gymnázium v Kremži. Studoval práva ve Vídni a Štýrském Hradci. V roce 1857 získal titul doktora práv. Od roku 1874 vykonával povolání advokáta v Kremži a od roku 1894 byl členem výboru advokátní komory. Byl aktivni v komunální politice. Od roku 1885 zasedal v obecní radě v Kremži a od roku 1889 až do své smrti byl starostou města.
Zasedal jako poslanec Dolnorakouského zemského sněmu. Zvolen sem byl v roce 1890 za městskou kurii, obvod Kremže. Mandát zde obhájil ve volbách roku 1896 a poslancem byl až do své smrti roku 1900. Do roku 1896 na sněmu zastupoval liberály, pak byl nezařazeným poslancem.
Byl i poslancem Říšské rady (celostátního parlamentu Předlitavska), kam usedl ve volbách roku 1891 za kurii městskou v Dolních Rakousích, obvod Krems, Stein, Zwettl atd. Mandát obhájil ve volbách roku 1897 a poslancem byl až do své smrti roku 1900. Ve volebním období 1891–1897 se uvádí jako Dr. Ludwig Heinemann, advokát a starosta, bytem Kremže.
V roce 1891 se na Říšské radě uvádí jako člen klubu Sjednocené německé levice, do kterého se spojilo několik ústavověrných (liberálně a centralisticky orientovaných) proudů. Po volbách roku 1897 patřil k Německé straně lidové.
V závěru života přestal kvůli onemocnění aktivněji vystupovat v zákonodárných sborech. Zemřel v listopadu 1900 po dlouhé nemoci.